# Elulu
 (mai 2025).

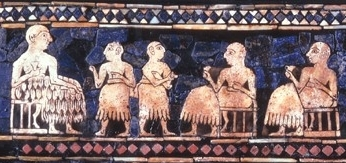
Banquet sumérien illustré sur le Standard d’Ur, représentant une scène de fête avec un roi, des convives et des musiciens, vers 2600-2400 av. J.-C.

Elulu, ou Ilulu, selon la liste royale sumérienne, était l'un des quatre rivaux (les autres étant Imi, Nanum et Igigi) en lice pour être roi de l'empire akkadien pendant une période de trois ans après la mort de Shar-kali-sharri. Cette période chaotique a pris fin lorsque Dudu a consolidé son pouvoir sur le royaume.
Bien qu'il n'y ait pratiquement aucune preuve survivante datant de ce court laps de temps, que l'on pense correspondre aux premières incursions gutiennes dans le territoire akkadien, il a été suggéré qu'Elulu doit être identifié comme étant la même personne que le roi gutien Elulmesh (en), également connu de la liste des rois.